# Winthemia caledoniae
Winthemia caledoniae là một loài ruồi trong họ Tachinidae.